# Bob Gross
Robert Edwin "Bob" Gross (ur. 3 sierpnia 1953 w San Pedro) – amerykański koszykarz żydowskiego pochodzenia, skrzydłowy, mistrz NBA, wybrany do drugiego składu najlepszych obrońców NBA.

## Osiągnięcia
NCAA
- Mistrz sezonu regularnego konferencji Big West (1974, 1975)
- Zawodnik roku konferencji Big West (1975)[4]

NBA
- Mistrz NBA (1977)[2]
- Wybrany do składu II składu defensywnego NBA (1978)[3]
- Klub Portland Trail Blazers zastrzegł należący do niego w numer 30[5]